# Bergman (dichter)
Bergman, pseudoniem van Aart Kok, (Bergambacht, 11 september 1921 – Den Haag, 12 januari 2009) was een Nederlands dichter.

## Loopbaan
In 1950 verscheen Bergmans debuut Modus Vivendi als tiende deel in de poëziereeks De Windroos, waarin eerder ook Simon Vinkenoog en Guillaume van der Graft waren verschenen. Daarna publiceerde hij nog elf dichtbundels, waaronder De inhoud van het oppervlak (1975), Leyenburg (1985) en zijn laatste werk Sprekend mijzelf (2008).
Hans van Straten publiceerde in zijn reeks Sjaalmancahiers een verzameling aforismen van Bergman onder de titel Zonder omwegen. In 1994 verschenen dagboekfragmenten in de serie Privé-domein van De Arbeiderspers onder de titel De tijd te lijf.
Een voorbeeld van de beeldrijke poëzie van Bergman: 'de rechthoek van mijn bed gaat onder / en 'k stijg op wieken naar de maan; / ik meet haar omvang en bewonder / de hemellasso's van haar baan' (fragment uit Zelfportret).
Veel gedichten van Bergman vonden hun weg naar bloemlezingen. In de laatste uitgave van Gerrit Komrijs De Nederlandse poëzie in de 19de en 20ste eeuw in 1000 en enige gedichten zijn er vier opgenomen. Ook Den Haag, de stad in gedichten (2003, samengesteld door Henk van Zuiden) bevat enige van zijn gedichten.
Naast zijn loopbaan als dichter, was hij tot zijn pensionering docent Nederlands aan een middelbare school in Den Haag.